# Инчиза-ин-Валь-д’Арно
Инчиза-ин-Валь-д’Арно (итал. Incisa in Val d'Arno) — коммуна в Италии, располагается в области Тоскана, в провинции Флоренция.
Население составляет 5967 человек (2008 г.), плотность населения составляет 226 чел./км². Занимает площадь 27 км². Почтовый индекс — 50064. Телефонный код — 055.
Покровителем коммуны почитается святой Александр из Фиезоле, празднование 6 июня.

## Демография
Динамика населения:

## Администрация коммуны
- Официальный сайт: https://web.archive.org/web/20061019223719/http://www.comune.incisa-valdarno.fi.it/